# Rally Dakar 2023

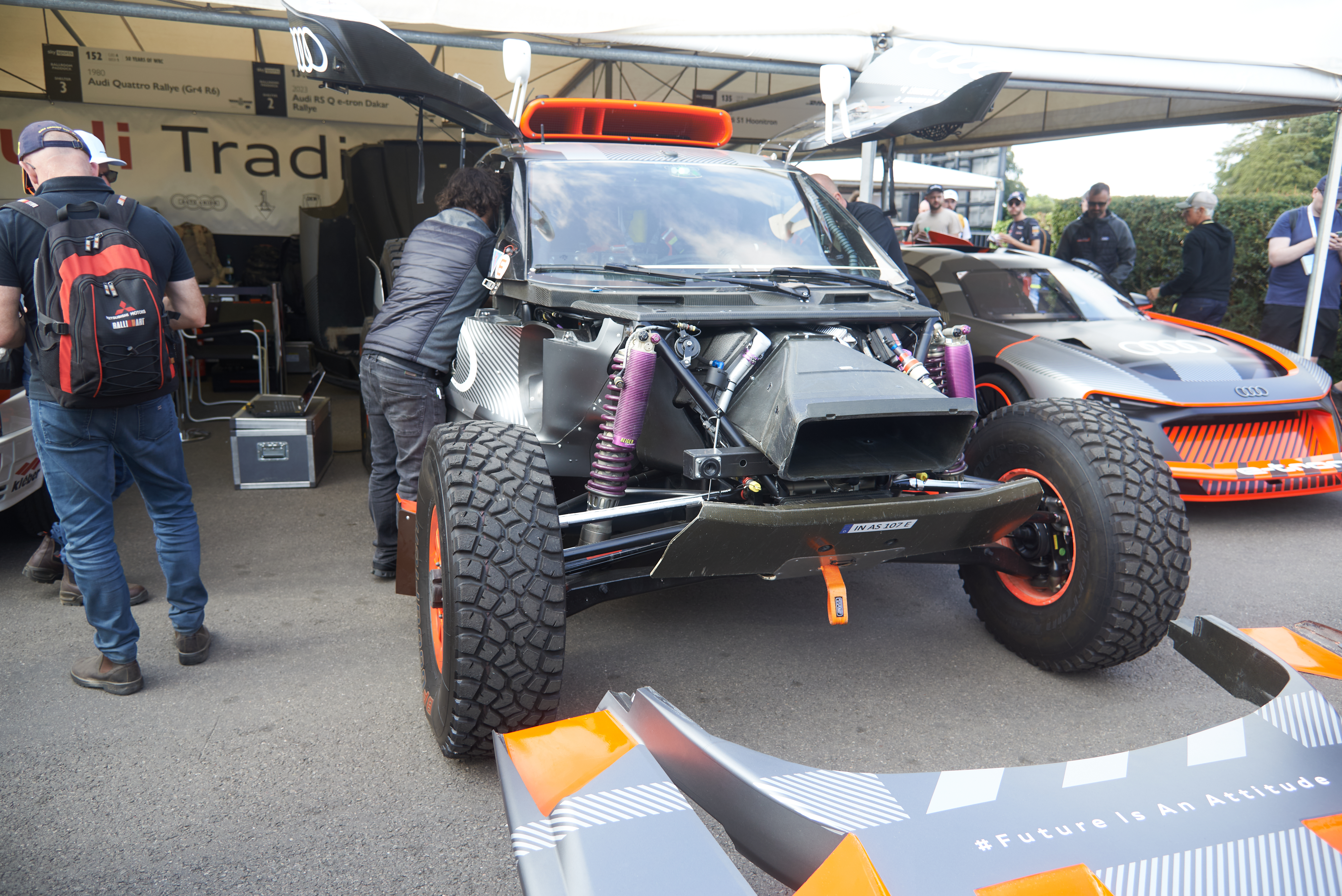

Il Rally Dakar 2023 è stato la 45ª edizione del Rally Dakar e si è svolto per la quarta volta interamente in Arabia Saudita. La competizione è iniziata il 31 dicembre 2022 al Campo mare, nei pressi di Yanbu, ed è terminata il 15 gennaio a Dammam dopo 14 tappe. Il rally ha coperto una distanza complessiva di 8548 km, di cui 4 705 di prove speciali. Era valido come prima prova del Campionato mondiale di rally raid 2023.
L'argentino Kevin Benavides, su KTM 450 Rally Replica, si è aggiudicato la vittoria finale nella categoria moto, mentre tra le auto la vittoria è andata al qatariota Nasser Al-Attiyah, su Toyota Hilux.

## Iscritti principali

### Moto
| Scuderia                       | Moto                  | #  | Pilota                |
| ------------------------------ | --------------------- | -- | --------------------- |
| Red Bull GasGas Factory Racing | GasGas RX450F Replica | 1  | Sam Sunderland        |
| Red Bull GasGas Factory Racing | GasGas RX450F Replica | 18 | Daniel Sanders        |
| Monster Energy Honda Team      | Honda CRF450 Rally    | 2  | Ricky Brabec          |
| Monster Energy Honda Team      | Honda CRF450 Rally    | 7  | Pablo Quintanilla     |
| Monster Energy Honda Team      | Honda CRF450 Rally    | 11 | José Ignacio Cornejo  |
| Monster Energy Honda Team      | Honda CRF450 Rally    | 42 | Adrien van Beveren    |
| Red Bull KTM Factory Team      | KTM 450 Rally Replica | 8  | Toby Price            |
| Red Bull KTM Factory Team      | KTM 450 Rally Replica | 47 | Kevin Benavides       |
| Red Bull KTM Factory Team      | KTM 450 Rally Replica | 52 | Matthias Walkner      |
| Husqvarna Factory Racing       | Husqvarna FR450 Rally | 10 | Skyler Howes          |
| Husqvarna Factory Racing       | Husqvarna FR450 Rally | 77 | Luciano Benavides     |
| Sherco Factory                 | Sherco 450 SEF Rally  | 15 | Lorenzo Santolino     |
| Sherco Factory                 | Sherco 450 SEF Rally  | 19 | Rui Gonçalves         |
| Sherco Factory                 | Sherco 450 SEF Rally  | 20 | Harith Koitha Veettil |
| Hero MotoSports Team Rally     | Hero 450 Rally        | 14 | Sebastian Bühler      |
| Hero MotoSports Team Rally     | Hero 450 Rally        | 16 | Ross Branch           |
| Hero MotoSports Team Rally     | Hero 450 Rally        | 27 | Joaquim Rodrigues     |
| Hero MotoSports Team Rally     | Hero 450 Rally        | 33 | Franco Caimi          |

### Quad
| Scuderia                      | Quad              | #   | Pilota            |
| ----------------------------- | ----------------- | --- | ----------------- |
| Yamaha Racing - SMX - Drag'On | Yamaha Raptor 700 | 151 | Alexandre Giroud  |
| 7240 Team                     | Yamaha Raptor 700 | 152 | Manuel Andújar    |
| Drag'On Rally Team            | Yamaha Raptor 700 | 154 | Francisco Moreno  |
| Drag'On Rally Team            | Yamaha Raptor 700 | 160 | Axel Dutrie       |
| Drag'On Rally Team            | Yamaha Raptor 700 | 169 | Alejandro Fantoni |
| Orlen Team                    | Yamaha Raptor 700 | 155 | Kamil Wiśniewski  |
| Del Amo Motorsports by Motul  | Yamaha Raptor 700 | 163 | Pablo Copetti     |
| Enrico Racing Team            | Yamaha Raptor 700 | 166 | Giovanni Enrico   |

### Auto
| Scuderia             | Auto                              | #   | Pilota               | Copilota           |
| -------------------- | --------------------------------- | --- | -------------------- | ------------------ |
| Toyota Gazoo Racing  | Toyota GR DKR Hilux               | 200 | Nasser Al-Attiyah    | Matthieu Baumel    |
| Toyota Gazoo Racing  | Toyota GR DKR Hilux               | 205 | Giniel de Villiers   | Dennis Murphy      |
| Toyota Gazoo Racing  | Toyota GR DKR Hilux               | 217 | Henk Lategan         | Brett Cummings     |
| Bahrain Raid Xtreme  | BRX Hunter                        | 201 | Sébastien Loeb       | Fabian Lurquin     |
| Bahrain Raid Xtreme  | BRX Hunter                        | 208 | Orlando Terranova    | Alex Haro          |
| Overdrive Toyota     | Toyota Hilux                      | 202 | Yazeed Al-Rajhi      | Michael Orr        |
| Overdrive Toyota     | Toyota Hilux                      | 215 | Erik van Loon        | Sébastien Delaunay |
| Overdrive Toyota     | Toyota Hilux                      | 219 | Lionel Baud          | Rémi Boulanger     |
| Overdrive Toyota     | Toyota Hilux                      | 220 | Juan Yacopini        | Daniel Oliveras    |
| Overdrive Toyota     | Toyota Hilux                      | 230 | Lucas Moraes         | Timo Gottschalk    |
| Overdrive Toyota     | Toyota Hilux                      | 241 | Andrea Lafarja       | Ashley García      |
| X-raid Mini JCW Team | Mini John Cooper Works Rally Plus | 203 | Jakub Przygoński     | Armand Monleón     |
| X-raid Mini JCW Team | Mini John Cooper Works Rally Plus | 212 | Sebastián Halpern    | Bernardo Graue     |
| X-raid Mini JCW Team | Mini John Cooper Works Buggy      | 221 | Khalid Al Qassimi    | Dirk von Zitzewitz |
| X-raid Mini JCW Team | Mini John Cooper Works Buggy      | 238 | Denis Krotov         | Konstantin Žiltsov |
| Team Audi Sport      | Audi RS Q e-tron                  | 204 | Stéphane Peterhansel | Edouard Boulanger  |
| Team Audi Sport      | Audi RS Q e-tron                  | 207 | Carlos Sainz         | Lucas Cruz         |
| Team Audi Sport      | Audi RS Q e-tron                  | 211 | Mattias Ekström      | Emil Bergkvist     |
| Orlen Benzina Team   | Ford Raptor RS Cross Country      | 210 | Martin Prokop        | Viktor Chytka      |
| Rebellion Motors     | Toyota Hilux                      | 231 | Romain Dumas         | Max Delfino        |
| Rebellion Motors     | Toyota Hilux                      | 251 | Alexandre Pesci      | Stephan Kuhni      |

### Camion
| Scuderia                          | Auto            | #   | Pilota                 | Copilota          | Meccanico            |
| --------------------------------- | --------------- | --- | ---------------------- | ----------------- | -------------------- |
| MM Technology                     | Iveco Powerstar | 500 | Kees Koolen            | Wouter de Graaf   | Wouter Rozegaar      |
| MM Technology                     | Iveco Powerstar | 501 | Martin Macík           | František Tomášek | David Švanda         |
| MM Technology                     | Iveco Powerstar | 515 | Claudio Bellina        | Bruno Gotti       | Giulio Minetti       |
| Boss Machinery Team de Rooy Iveco | Iveco Powerstar | 504 | Janus van Kasteren     | Darek Rodewald    | Marcel Snijders      |
| Boss Machinery Team de Rooy Iveco | Iveco Powerstar | 515 | Victor Versteijnen     | Teun van Dal      | Randy Smits          |
| Eurol Team de Rooy Iveco          | Iveco Powerstar | 506 | Martin van den Brink   | Rijk Mouw         | Erik Kofman          |
| Eurol Team de Rooy Iveco          | Iveco Powerstar | 511 | Mitchell van den Brink | Jarno van de Pol  | Moisès Torrallardona |
| Tatra Buggyra ZM Racing           | Tatra Phoenix   | 503 | Martin Šoltys          | Roman Krejčí      | David Hoffmann       |
| Tatra Buggyra ZM Racing           | Tatra Phoenix   | 505 | Jaroslav Valtr         | Rene Kilian       | Tomáš Šikola         |
| Instaforex Loprais Praga          | Praga V4S DKR   | 508 | Aleš Loprais           | Petr Pokora       | Jaroslav Valtr       |

## Tappe
| Tappa | Data        | Partenza      | Arrivo        | Rd               | SS               |
| ----- | ----------- | ------------- | ------------- | ---------------- | ---------------- |
| P     | 31 dicembre | Campo mare    | Campo mare    | 10               | 10               |
| 1     | 1º gennaio  | Campo mare    | Campo mare    | 603              | 368              |
| 2     | 2 gennaio   | Campo mare    | Al-'Ula       | 590              | 431              |
| 3     | 3 gennaio   | Al-'Ula       | Ha'il         | 669              | 378              |
| 4     | 5 gennaio   | Ha'il         | Ha'il         | 573              | 425              |
| 5     | 6 gennaio   | Ha'il         | Ha'il         | 646              | 375              |
| 6     | 7 gennaio   | Ha'il         | Riad          | 917              | 358              |
| 7     | 7 gennaio   | Ad Dawadimi   | Ad Dawadimi   | 641              | 473              |
| 7     | 7 gennaio   | Riad          | Ad Dawadimi   | 861              | 333              |
| 8     | 8 gennaio   | Ad Dawadimi   | Riad          | 823              | 346              |
|       | 9 gennaio   | Riad          | Riad          | Giorno di riposo | Giorno di riposo |
| 9     | 10 gennaio  | Riad          | Haradh        | 710              | 439              |
| 10    | 11 gennaio  | Haradh        | Shaybah       | 623              | 114              |
| 11    | 12 gennaio  | Shaybah       | Rub' al-Khali | 426              | 275              |
| 12    | 13 gennaio  | Rub' al-Khali | Shaybah       | 375              | 185              |
| 13    | 14 gennaio  | Shaybah       | Al-Hofuf      | 669              | 154              |
| 14    | 15 gennaio  | Al-Hofuf      | Dammam        | 414              | 136              |

## Vincitori di tappa
| Tappa | Moto                 | Quad                    | Auto               | Prototipi leggeri   | SxS                  | Camion                | Classic               |
| ----- | -------------------- | ----------------------- | ------------------ | ------------------- | -------------------- | --------------------- | --------------------- |
| P     | Toby Price           | Alexandre Giroud        | Mattias Ekström    | Cristina Gutiérrez  | Rokas Baciuška       | Martin Macík          | Non hanno partecipato |
| 1     | Ricky Brabec         | Manuel Andújar          | Carlos Sainz       | Francisco López     | Eryk Goczał          | Martin Macík          | Jérôme Galpin         |
| 2     | Mason Klein          | Alexandre Giroud        | Nasser Al-Attiyah  | Mitch Guthrie       | Marek Goczał         | Aleš Loprais          | Juan Morera           |
| 3     | Daniel Sanders       | Alexandre Giroud        | Guerlain Chicherit | Austin Jones        | Cristiano Batista    | Martin Macík          | Tappa cancellata      |
| 4     | Joan Barreda         | Alexandre Giroud        | Sébastien Loeb     | Mitch Guthrie       | Eryk Goczał          | Martin Macík          | Luis Pedrals Marot    |
| 5     | Adrien van Beveren   | Francisco Moreno Flores | Nasser Al-Attiyah  | Seth Quintero       | Rokas Baciuška       | Aleš Loprais          | Ondřej Klymčiw        |
| 6     | Luciano Benavides    | Manuel Andújar          | Nasser Al-Attiyah  | Guillaume De Mévius | Marek Goczał         | Mitchel van den Brink | Carlos Santaolalla    |
| 7     | Tappa cancellata     | Tappa cancellata        | Yazeed Al-Rajhi    | Mitch Guthrie       | Rokas Baciuška       | Janus van Kasteren    | Paolo Bedeschi        |
| 8     | Ross Branch          | Manuel Andújar          | Sébastien Loeb     | João Ferreira       | Jeremías González    | Martin Macík          | Juan Morera           |
| 9     | Luciano Benavides    | Laisvydas Kancius       | Sébastien Loeb     | David Zille         | Eryk Goczał          | Janus van Kasteren    | Urbano Clerici        |
| 10    | Ross Branch          | Marcelo Medeiros        | Sébastien Loeb     | Seth Quintero       | Gerard Farrés        | Pascal de Baar        | Urbano Clerici        |
| 11    | Luciano Benavides    | Marcelo Medeiros        | Sébastien Loeb     | Ricardo Porém       | Rokas Baciuška       | Martin van den Brink  | Carlos Santaolalla    |
| 12    | José Ignacio Cornejo | Marcelo Medeiros        | Sébastien Loeb     | Mitch Guthrie       | Michał Goczał        | Janus van Kasteren    | Urbano Clerici        |
| 13    | Kevin Benavides      | Marcelo Medeiros        | Sébastien Loeb     | Mitch Guthrie       | Eryk Goczał          | Martin Macík          | Urbano Clerici        |
| 14    | Kevin Benavides      | Laisvydas Kancius       | Guerlain Chicherit | Cristina Gutiérrez  | Carlos Vento Sánchez | Vaidotas Paškevičius  | Non hanno partecipato |

## Risultati di tappa

### Moto
|         | Classifica di tappa | Classifica di tappa  | Classifica di tappa | Classifica di tappa | Classifica di tappa | Classifica generale | Classifica generale | Classifica generale | Classifica generale | Classifica generale |
| Tappa   | Pos.                | Pilota               | Costruttore         | Tempo               | Distacco            | Pos.                | Pilota              | Costruttore         | Tempo               | Distacco            |
| ------- | ------------------- | -------------------- | ------------------- | ------------------- | ------------------- | ------------------- | ------------------- | ------------------- | ------------------- | ------------------- |
| Prologo | 1                   | Toby Price           | KTM                 | 8'22"               |                     | 1                   | Toby Price          | KTM                 | 8'22"               |                     |
| Prologo | 2                   | Daniel Sanders       | Gas Gas             | 8'23"               | a 1"                | 2                   | Daniel Sanders      | Gas Gas             | 8'23"               | a 1"                |
| Prologo | 3                   | Ross Branch          | Hero                | 8'31"               | a 9"                | 3                   | Ross Branch         | Hero                | 8'31"               | a 9"                |
|         |                     |                      |                     |                     |                     |                     |                     |                     |                     |                     |
| 1       | 1                   | Ricky Brabec         | Honda               | 3h31'10"            |                     | 1                   | Ricky Brabec        | Honda               | 4h14'10"            |                     |
| 1       | 2                   | Kevin Benavides      | KTM                 | 3h31'51"            | a 44"               | 2                   | Kevin Benavides     | KTM                 | 4h14'29"            | a 19"               |
| 1       | 3                   | Mason Klein          | KTM                 | 3h31'51"            | a 44"               | 3                   | Toby Price          | KTM                 | 4h14'49"            | a 39"               |
|         |                     |                      |                     |                     |                     |                     |                     |                     |                     |                     |
| 2       | 1                   | Mason Klein          | KTM                 | 5h23'04"            |                     | 1                   | Mason Klein         | KTM                 | 9h38'28"            |                     |
| 2       | 2                   | Sebastian Bühler     | Hero                | 5h24'13"            | a 1'09"             | 2                   | Toby Price          | KTM                 | 9h40'09"            | a 1'41"             |
| 2       | 3                   | Skyler Howes         | Husqvarna           | 5h24'26"            | a 1'13"             | 3                   | Joan Barreda        | Honda               | 9h40'31"            | a 2'03"             |
|         |                     |                      |                     |                     |                     |                     |                     |                     |                     |                     |
| 3       | 1                   | Daniel Sanders       | Gas Gas             | 4h24'15"            |                     | 1                   | Daniel Sanders      | Gas Gas             | 14h05'38"           |                     |
| 3       | 2                   | Skyler Howes         | Husqvarna           | 4h30'34"            | a 6'19"             | 2                   | Mason Klein         | KTM                 | 14h09'42"           | a 4'04"             |
| 3       | 3                   | Mason Klein          | KTM                 | 4h31'14"            | a 6'59"             | 3                   | Kevin Benavides     | KTM                 | 14h12'31"           | a 6'53"             |
|         |                     |                      |                     |                     |                     |                     |                     |                     |                     |                     |
| 4       | 1                   | Joan Barreda         | Honda               | 4h28'18"            |                     | 1                   | Daniel Sanders      | Gas Gas             | 18h40'03"           |                     |
| 4       | 2                   | Pablo Quintanilla    | Honda               | 4h28'34"            | a 16"               | 2                   | Skyler Howes        | Husqvarna           | 18h43'36"           | a 3'33"             |
| 4       | 3                   | Skyler Howes         | Husqvarna           | 4h29'23"            | a 1'05"             | 3                   | Kevin Benavides     | KTM                 | 18h44'08"           | a 4'05"             |
|         |                     |                      |                     |                     |                     |                     |                     |                     |                     |                     |
| 5       | 1                   | Adrien van Beveren   | Honda               | 4h27'28"            |                     | 1                   | Skyler Howes        | Husqvarna           | 23h16'37"           |                     |
| 5       | 2                   | José Ignacio Cornejo | Honda               | 4h27'41"            | a 13"               | 2                   | Toby Price          | KTM                 | 23h18'44"           | a 2'07"             |
| 5       | 3                   | Toby Price           | KTM                 | 4h31'24"            | a 3'56"             | 3                   | Kevin Benavides     | KTM                 | 23h21'53"           | a 5'16"             |
|         |                     |                      |                     |                     |                     |                     |                     |                     |                     |                     |
| 6       | 1                   | Luciano Benavides    | Husqvarna           | 3h14'19"            |                     | 1                   | Skyler Howes        | Husqvarna           | 26h31'52"           |                     |
| 6       | 2                   | Skyler Howes         | Husqvarna           | 3h15'15"            | a 56"               | 2                   | Toby Price          | KTM                 | 26h35'23"           | a 3'31"             |
| 6       | 3                   | Toby Price           | KTM                 | 3h16'39"            | a 2'20"             | 3                   | Kevin Benavides     | KTM                 | 26h38'53"           | a 7'01"             |
|         |                     |                      |                     |                     |                     |                     |                     |                     |                     |                     |
| 7       | Tappa cancellata    | Tappa cancellata     | Tappa cancellata    | Tappa cancellata    | Tappa cancellata    | Tappa cancellata    | Tappa cancellata    | Tappa cancellata    | Tappa cancellata    | Tappa cancellata    |
|         |                     |                      |                     |                     |                     |                     |                     |                     |                     |                     |
| 8       | 1                   | Ross Branch          | Hero                | 3h46'18"            |                     | 1                   | Skyler Howes        | Husqvarna           | 30h33'16"           |                     |
| 8       | 2                   | Daniel Sanders       | Gas Gas             | 3h49'33"            | a 3'15"             | 2                   | Kevin Benavides     | KTM                 | 30h34'29"           | a 1'13"             |
| 8       | 3                   | Mason Klein          | KTM                 | 3h49'51"            | a 3'33"             | 3                   | Mason Klein         | KTM                 | 30h34'29"           | a 1'13"             |
|         |                     |                      |                     |                     |                     |                     |                     |                     |                     |                     |
| 9       | 1                   | Luciano Benavides    | Husqvarna           | 3h18'44"            |                     | 1                   | Skyler Howes        | Husqvarna           | 33h55'57"           |                     |
| 9       | 2                   | Toby Price           | KTM                 | 3h19"46"            | a 1'02"             | 2                   | Toby Price          | KTM                 | 33h56'00"           | a 3"                |
| 9       | 3                   | Skyler Howes         | Husqvarna           | 3h21'41"            | a 2'57"             | 3                   | Kevin Benavides     | KTM                 | 34h01'06"           | a 5'09"             |
|         |                     |                      |                     |                     |                     |                     |                     |                     |                     |                     |
| 10      | 1                   | Ross Branch          | Hero                | 1h44'00"            |                     | 1                   | Kevin Benavides     | KTM                 | 35h46'06"           |                     |
| 10      | 2                   | Adrien van Beveren   | Honda               | 1h44"21"            | a 21"               | 2                   | Skyler Howes        | Husqvarna           | 35h47'35"           | a 1'29"             |
| 10      | 3                   | Michael Docherty     | Husqvarna           | 1h44'30"            | a 30"               | 3                   | Toby Price          | KTM                 | 35h48'16"           | a 2'10"             |
|         |                     |                      |                     |                     |                     |                     |                     |                     |                     |                     |
| 11      | 1                   | Luciano Benavides    | Husqvarna           | 2h57'59"            |                     | 1                   | Skyler Howes        | Husqvarna           | 38h47'43"           |                     |
| 11      | 2                   | Daniel Sanders       | Gas Gas             | 2h59'37"            | a 1'38"             | 2                   | Toby Price          | KTM                 | 38h48'11"           | a 28"               |
| 11      | 3                   | Toby Price           | KTM                 | 2h59'55"            | a 1'56"             | 3                   | Kevin Benavides     | KTM                 | 38h50'27"           | a 2'44"             |
|         |                     |                      |                     |                     |                     |                     |                     |                     |                     |                     |
| 12      | 1                   | José Ignacio Cornejo | Honda               | 1h57'27"            |                     | 1                   | Toby Price          | KTM                 | 40h47'36"           |                     |
| 12      | 2                   | Daniel Sanders       | Gas Gas             | 1h58'16"            | a 49"               | 2                   | Skyler Howes        | Husqvarna           | 40h48'04            | a 28"               |
| 12      | 3                   | Toby Price           | KTM                 | 1h59'25"            | a 1'58"             | 3                   | Kevin Benavides     | KTM                 | 40h50'16"           | a 2'40"             |
|         |                     |                      |                     |                     |                     |                     |                     |                     |                     |                     |
| 13      | 1                   | Kevin Benavides      | KTM                 | 2h21'47"            |                     | 1                   | Toby Price          | KTM                 | 43h11'51"           |                     |
| 13      | 2                   | Michael Docherty     | Husqvarna           | 2h22'14"            | a 27"               | 2                   | Kevin Benavides     | KTM                 | 43h12'03"           | a 12"               |
| 13      | 3                   | Luciano Benavides    | Husqvarna           | 2h22'44"            | a 57"               | 3                   | Skyler Howes        | Husqvarna           | 43h13'22"           | a 1'31"             |
|         |                     |                      |                     |                     |                     |                     |                     |                     |                     |                     |
| 14      | 1                   | Kevin Benavides      | KTM                 | 1h15'17"            |                     | 1                   | Kevin Benavides     | KTM                 | 44h27'20"           |                     |
| 14      | 2                   | Toby Price           | KTM                 | 1h16'12"            | a 55"               | 2                   | Toby Price          | KTM                 | 44h28'03"           | a 43"               |
| 14      | 3                   | Pablo Quintanilla    | Honda               | 1h18'32"            | a 3'15"             | 3                   | Skyler Howes        | Husqvarna           | 44h32'24"           | a 5'04"             |

### Quad
|         | Classifica di tappa | Classifica di tappa     | Classifica di tappa | Classifica di tappa | Classifica di tappa | Classifica generale | Classifica generale     | Classifica generale | Classifica generale | Classifica generale |
| Tappa   | Pos.                | Pilota                  | Costruttore         | Tempo               | Distacco            | Pos.                | Pilota                  | Costruttore         | Tempo               | Distacco            |
| ------- | ------------------- | ----------------------- | ------------------- | ------------------- | ------------------- | ------------------- | ----------------------- | ------------------- | ------------------- | ------------------- |
| Prologo | 1                   | Alexandre Giroud        | Yamaha              | 8'50"               |                     | 1                   | Alexandre Giroud        | Yamaha              | 8'50"               |                     |
| Prologo | 2                   | Marcelo Medeiros        | Yamaha              | 8'51"               | a 1"                | 2                   | Marcelo Medeiros        | Yamaha              | 8'51"               | a 1"                |
| Prologo | 3                   | Daniel Vila Vaques      | Yamaha              | 9'02"               | a 12"               | 3                   | Daniel Vila Vaques      | Yamaha              | 9'02"               | a 12"               |
|         |                     |                         |                     |                     |                     |                     |                         |                     |                     |                     |
| 1       | 1                   | Manuel Andújar          | Yamaha              | 4h46'46"            |                     | 1                   | Alexandre Giroud        | Yamaha              | 4h55'28"            |                     |
| 1       | 2                   | Alexandre Giroud        | Yamaha              | 4h46'59"            | a 13"               | 2                   | Manuel Andújar          | Yamaha              | 4h55'49"            | a 21"               |
| 1       | 3                   | Francisco Moreno Flores | Yamaha              | 4h59"45"            | a 12'59"            | 3                   | Marcelo Medeiros        | Yamaha              | 5h08'20"            | a 12'52"            |
|         |                     |                         |                     |                     |                     |                     |                         |                     |                     |                     |
| 2       | 1                   | Alexandre Giroud        | Yamaha              | 6h21'06"            |                     | 1                   | Alexandre Giroud        | Yamaha              | 11h16'34"           |                     |
| 2       | 2                   | Pablo Copetti           | Yamaha              | 6h24'41"            | a 3'35"             | 2                   | Manuel Andújar          | Yamaha              | 11h25'02"           | a 8'28"             |
| 2       | 3                   | Francisco Moreno Flores | Yamaha              | 6h26'35"            | a 5'29"             | 3                   | Pablo Copetti           | Yamaha              | 11h34'16"           | a 17'42"            |
|         |                     |                         |                     |                     |                     |                     |                         |                     |                     |                     |
| 3       | 1                   | Alexandre Giroud        | Yamaha              | 5h40'44"            |                     | 1                   | Alexandre Giroud        | Yamaha              | 16h57'18"           |                     |
| 3       | 2                   | Francisco Moreno Flores | Yamaha              | 5h57'46"            | a 17'02"            | 2                   | Francisco Moreno Flores | Yamaha              | 17h32'49"           | a 35'31"            |
| 3       | 3                   | Juraj Varga             | Yamaha              | 5h59'32"            | a 18'48"            | 3                   | Pablo Copetti           | Yamaha              | 17h46'05"           | a 48'47"            |
|         |                     |                         |                     |                     |                     |                     |                         |                     |                     |                     |
| 4       | 1                   | Alexandre Giroud        | Yamaha              | 5h52'17"            |                     | 1                   | Alexandre Giroud        | Yamaha              | 22h49'35"           |                     |
| 4       | 2                   | Manuel Andújar          | Yamaha              | 5h57'03"            | a 4'46"             | 2                   | Francisco Moreno Flores | Yamaha              | 23h36'39"           | a 47'04"            |
| 4       | 3                   | Laisvydas Kancius       | Yamaha              | 6h02'51"            | a 10'34"            | 3                   | Manuel Andújar          | Yamaha              | 23h57'47"           | a 1h08'12"          |
|         |                     |                         |                     |                     |                     |                     |                         |                     |                     |                     |
| 5       | 1                   | Francisco Moreno Flores | Yamaha              | 5h49'21"            |                     | 1                   | Alexandre Giroud        | Yamaha              | 28h46'12"           |                     |
| 5       | 2                   | Pablo Copetti           | Yamaha              | 5h50'14"            | a 53"               | 2                   | Francisco Moreno Flores | Yamaha              | 29h26'00"           | a 39'48"            |
| 5       | 3                   | Marcelo Medeiros        | Yamaha              | 5h50'45"            | a 1'24"             | 3                   | Laisvydas Kancius       | Yamaha              | 29h58'51"           | a 1h12'39"          |
|         |                     |                         |                     |                     |                     |                     |                         |                     |                     |                     |
| 6       | 1                   | Manuel Andújar          | Yamaha              | 4h08'25"            |                     | 1                   | Alexandre Giroud        | Yamaha              | 32h58'54"           |                     |
| 6       | 2                   | Alexandre Giroud        | Yamaha              | 4h12'42"            | a 4'17"             | 2                   | Francisco Moreno Flores | Yamaha              | 33h41'51"           | a 42'57"            |
| 6       | 3                   | Francisco Moreno Flores | Yamaha              | 4h15'51"            | a 7'26"             | 3                   | Pablo Copetti           | Yamaha              | 34h22'37"           | a 1h23'43"          |
|         |                     |                         |                     |                     |                     |                     |                         |                     |                     |                     |
| 7       | Tappa cancellata    | Tappa cancellata        | Tappa cancellata    | Tappa cancellata    | Tappa cancellata    | Tappa cancellata    | Tappa cancellata        | Tappa cancellata    | Tappa cancellata    | Tappa cancellata    |
|         |                     |                         |                     |                     |                     |                     |                         |                     |                     |                     |
| 8       | 1                   | Manuel Andújar          | Yamaha              | 4h56'05"            |                     | 1                   | Alexandre Giroud        | Yamaha              | 37h57'04"           |                     |
| 8       | 2                   | Alexandre Giroud        | Yamaha              | 4h58'10"            | a 2'05"             | 2                   | Manuel Andújar          | Yamaha              | 39h38'41"           | a 1h41'37"          |
| 8       | 3                   | Marcelo Medeiros        | Yamaha              | 5h08'00"            | a 11'55"            | 3                   | Pablo Copetti           | Yamaha              | 39h39'16"           | a 1h42'12"          |
|         |                     |                         |                     |                     |                     |                     |                         |                     |                     |                     |
| 9       | 1                   | Laisvydas Kancius       | Yamaha              | 4h20'14"            |                     | 1                   | Alexandre Giroud        | Yamaha              | 42h25'05"           |                     |
| 9       | 2                   | Francisco Moreno Flores | Yamaha              | 4h24'37"            | a 4'23"             | 2                   | Francisco Moreno Flores | Yamaha              | 43h44'44"           | a 1h19'39"          |
| 9       | 3                   | Marcelo Medeiros        | Yamaha              | 4h25'36"            | a 5'22"             | 3                   | Pablo Copetti           | Yamaha              | 44h06'14"           | a 1h41'09"          |
|         |                     |                         |                     |                     |                     |                     |                         |                     |                     |                     |
| 10      | 1                   | Marcelo Medeiros        | Yamaha              | 2h04'28"            |                     | 1                   | Alexandre Giroud        | Yamaha              | 44h35'00"           |                     |
| 10      | 2                   | Manuel Andújar          | Yamaha              | 2h05'36"            | a 1'08"             | 2                   | Francisco Moreno Flores | Yamaha              | 45h52'56"           | a 1h17'56"          |
| 10      | 3                   | Giovanni Enrico         | Yamaha              | 2h07'23"            | a 2'55"             | 3                   | Manuel Andújar          | Yamaha              | 46h13'44"           | a 1h38'44"          |
|         |                     |                         |                     |                     |                     |                     |                         |                     |                     |                     |
| 11      | 1                   | Marcelo Medeiros        | Yamaha              | 3h50'47"            |                     | 1                   | Alexandre Giroud        | Yamaha              | 48h31'56"           |                     |
| 11      | 2                   | Alexandre Giroud        | Yamaha              | 3h56'56"            | a 6'09"             | 2                   | Francisco Moreno Flores | Yamaha              | 49h52'19"           | a 1h20'23"          |
| 11      | 3                   | Francisco Moreno Flores | Yamaha              | 3h59'23"            | a 8'36"             | 3                   | Pablo Copetti           | Yamaha              | 50h39'14"           | a 2h07'18"          |
|         |                     |                         |                     |                     |                     |                     |                         |                     |                     |                     |
| 12      | 1                   | Marcelo Medeiros        | Yamaha              | 2h37'04"            |                     | 1                   | Alexandre Giroud        | Yamaha              | 51h50'39"           |                     |
| 12      | 2                   | Giovanni Enrico         | Yamaha              | 2h41'11"            | a 4'07"             | 2                   | Francisco Moreno Flores | Yamaha              | 52h34'39"           | a 44'               |
| 12      | 3                   | Francisco Moreno Flores | Yamaha              | 2h42'20"            | a 5'16"             | 3                   | Pablo Copetti           | Yamaha              | 53h53'09"           | a 2h02'30"          |
|         |                     |                         |                     |                     |                     |                     |                         |                     |                     |                     |
| 13      | 1                   | Marcelo Medeiros        | Yamaha              | 2h55'48"            |                     | 1                   | Alexandre Giroud        | Yamaha              | 54h53'18"           |                     |
| 13      | 2                   | Giovanni Enrico         | Yamaha              | 2h57'23"            | a 1'35"             | 2                   | Francisco Moreno Flores | Yamaha              | 55h33'38"           | a 40'20"            |
| 13      | 3                   | Francisco Moreno Flores | Yamaha              | 2h58'59"            | a 3'11"             | 3                   | Pablo Copetti           | Yamaha              | 56h55'04"           | a 2h01'46"          |
|         |                     |                         |                     |                     |                     |                     |                         |                     |                     |                     |
| 14      | 1                   | Laisvydas Kancius       | Yamaha              | 1h36'16"            |                     | 1                   | Alexandre Giroud        | Yamaha              | 56h44'30"           |                     |
| 14      | 2                   | Pablo Copetti           | Yamaha              | 1h42'21"            | a 6'05"             | 2                   | Francisco Moreno Flores | Yamaha              | 57h27'41"           | a 43'11"            |
| 14      | 3                   | Marcelo Medeiros        | Yamaha              | 1h44'27"            | a 8'11"             | 3                   | Pablo Copetti           | Yamaha              | 58h37'25"           | a 1h52'55"          |

### Auto
|         | Classifica di tappa | Classifica di tappa  | Classifica di tappa | Classifica di tappa | Classifica di tappa | Classifica generale | Classifica generale  | Classifica generale | Classifica generale | Classifica generale |
| Tappa   | Pos.                | Pilota               | Costruttore         | Tempo               | Distacco            | Pos.                | Pilota               | Costruttore         | Tempo               | Distacco            |
| ------- | ------------------- | -------------------- | ------------------- | ------------------- | ------------------- | ------------------- | -------------------- | ------------------- | ------------------- | ------------------- |
| Prologo | 1                   | Mattias Ekström      | Audi                | 8'00"               |                     | 1                   | Mattias Ekström      | Audi                | 8'00"               |                     |
| Prologo | 2                   | Sébastien Loeb       | Prodrive            | 8'01"               | a 1"                | 2                   | Sébastien Loeb       | Prodrive            | 8'01"               | a 1"                |
| Prologo | 3                   | Stéphane Peterhansel | Audi                | 8'11"               | a 11"               | 3                   | Stéphane Peterhansel | Audi                | 8'11"               | a 11"               |
|         |                     |                      |                     |                     |                     |                     |                      |                     |                     |                     |
| 1       | 1                   | Carlos Sainz         | Audi                | 3h20'41"            |                     | 1                   | Carlos Sainz         | Audi                | 3h28'55"            |                     |
| 1       | 2                   | Sébastien Loeb       | Prodrive            | 3h21'04"            | a 23"               | 2                   | Sébastien Loeb       | Prodrive            | 3h29'05"            | a 10"               |
| 1       | 3                   | Yazeed Al-Rajhi      | Toyota              | 3h22'40"            | a 1'59"             | 3                   | Yazeed Al-Rajhi      | Toyota              | 3h30'56"            | a 2'01"             |
|         |                     |                      |                     |                     |                     |                     |                      |                     |                     |                     |
| 2       | 1                   | Nasser Al-Attiyah    | Toyota              | 5h00'26"            |                     | 1                   | Carlos Sainz         | Audi                | 8h34'26"            |                     |
| 2       | 2                   | Erik van Loon        | Toyota              | 5h00'40"            | a 14"               | 2                   | Nasser Al-Attiyah    | Toyota              | 8h36'38"            | a 2'12"             |
| 2       | 3                   | Carlos Sainz         | Audi                | 5h05'31"            | a 5'05"             | 3                   | Mathieu Serradori    | Century             | 8h59'21"            | a 24'55"            |
|         |                     |                      |                     |                     |                     |                     |                      |                     |                     |                     |
| 3       | 1                   | Guerlain Chicherit   | Prodrive            | 3h22'57"            |                     | 1                   | Nasser Al-Attiyah    | Toyota              | 12h20'33"           |                     |
| 3       | 2                   | Henk Lategan         | Toyota              | 3h26'23"            | a 3'26"             | 2                   | Yazeed Al-Rajhi      | Toyota              | 12h33'53"           | a 13'20"            |
| 3       | 3                   | Orlando Terranova    | Prodrive            | 3h28'01"            | a 5'04"             | 3                   | Stéphane Peterhansel | Audi                | 12h41'18"           | a 20'45"            |
|         |                     |                      |                     |                     |                     |                     |                      |                     |                     |                     |
| 4       | 1                   | Sébastien Loeb       | Prodrive            | 4h11'34"            |                     | 1                   | Nasser Al-Attiyah    | Toyota              | 16h34'13"           |                     |
| 4       | 2                   | Stéphane Peterhansel | Audi                | 4h11'47"            | a 13"               | 2                   | Yazeed Al-Rajhi      | Toyota              | 16h52'31"           | a 18'18"            |
| 4       | 3                   | Carlos Sainz         | Audi                | 4h13'24"            | a 1'50"             | 3                   | Stéphane Peterhansel | Audi                | 16h53'05"           | a 18'52"            |
|         |                     |                      |                     |                     |                     |                     |                      |                     |                     |                     |
| 5       | 1                   | Nasser Al-Attiyah    | Toyota              | 4h13'23"            |                     | 1                   | Nasser Al-Attiyah    | Toyota              | 20h47'36"           |                     |
| 5       | 2                   | Carlos Sainz         | Audi                | 4h15'20"            | a 1'57"             | 2                   | Stéphane Peterhansel | Audi                | 21h20'12"           | a 22'36"            |
| 5       | 3                   | Stéphane Peterhansel | Audi                | 4h17'07"            | a 3'44"             | 3                   | Yazeed Al-Rajhi      | Toyota              | 21h24'37"           | a 27'01"            |
|         |                     |                      |                     |                     |                     |                     |                      |                     |                     |                     |
| 6       | 1                   | Nasser Al-Attiyah    | Toyota              | 3h13'12"            |                     | 1                   | Nasser Al-Attiyah    | Toyota              | 24h00'48"           |                     |
| 6       | 2                   | Sébastien Loeb       | Prodrive            | 3h16'41"            | a 3'29"             | 2                   | Henk Lategan         | Toyota              | 25h07'38"           | a 1h06'50"          |
| 6       | 3                   | Henk Lategan         | Toyota              | 3h22'04"            | a 8'52"             | 3                   | Lucas Moraes         | Toyota              | 25h14'07"           | a 1h13'19"          |
|         |                     |                      |                     |                     |                     |                     |                      |                     |                     |                     |
| 7       | 1                   | Yazeed Al-Rajhi      | Toyota              | 3h06'23"            |                     | 1                   | Nasser Al-Attiyah    | Toyota              | 27h26'23"           |                     |
| 7       | 2                   | Vaidotas Žala        | Prodrive            | 3h15'17"            | a 8'54"             | 2                   | Henk Lategan         | Toyota              | 28h27'27"           | a 1h01'04"          |
| 7       | 3                   | Guerlain Chicherit   | Prodrive            | 3h16'38"            | a 10'15"            | 3                   | Lucas Moraes         | Toyota              | 28h37'47"           | a 1h11'24"          |
|         |                     |                      |                     |                     |                     |                     |                      |                     |                     |                     |
| 8       | 1                   | Sébastien Loeb       | Prodrive            | 3h34'24"            |                     | 1                   | Nasser Al-Attiyah    | Toyota              | 31h02'58"           |                     |
| 8       | 2                   | Nasser Al-Attiyah    | Toyota              | 3h36'35"            | a 2'11"             | 2                   | Henk Lategan         | Toyota              | 32h06'44"           | a 1h03'46"          |
| 8       | 3                   | Carlos Sainz         | Audi                | 3h37'55"            | a 3'31"             | 3                   | Lucas Moraes         | Toyota              | 32h23'20"           | a 1h20'22"          |
|         |                     |                      |                     |                     |                     |                     |                      |                     |                     |                     |
| 9       | 1                   | Sébastien Loeb       | Prodrive            | 3h07'24"            |                     | 1                   | Nasser Al-Attiyah    | Toyota              | 34h19'20"           |                     |
| 9       | 2                   | Vaidotas Žala        | Prodrive            | 3h08'21"            | a 57"               | 2                   | Lucas Moraes         | Toyota              | 35h41'17"           | a 1h21'57"          |
| 9       | 3                   | Guerlain Chicherit   | Prodrive            | 3h09'32"            | a 2'08"             | 3                   | Sébastien Loeb       | Prodrive            | 36h02'28"           | a 1h43'08"          |
|         |                     |                      |                     |                     |                     |                     |                      |                     |                     |                     |
| 10      | 1                   | Sébastien Loeb       | Prodrive            | 1h48'32"            |                     | 1                   | Nasser Al-Attiyah    | Toyota              | 36h16'37"           |                     |
| 10      | 2                   | Mattias Ekström      | Audi                | 1h51'36"            | a 3'04"             | 2                   | Lucas Moraes         | Toyota              | 37h35'11"           | a 1h21'34"          |
| 10      | 3                   | Lucas Moraes         | Toyota              | 1h53'54"            | a 5'22"             | 3                   | Sébastien Loeb       | Prodrive            | 37h51'00"           | a 1h37'23"          |
|         |                     |                      |                     |                     |                     |                     |                      |                     |                     |                     |
| 11      | 1                   | Sébastien Loeb       | Prodrive            | 2h56'14"            |                     | 1                   | Nasser Al-Attiyah    | Toyota              | 39h16'33"           |                     |
| 11      | 2                   | Guerlain Chicherit   | Prodrive            | 2h58'30"            | a 2'16"             | 2                   | Lucas Moraes         | Toyota              | 40h37'37"           | a 1h21'04"          |
| 11      | 3                   | Mattias Ekström      | Audi                | 2h58'40"            | a 2'26"             | 3                   | Sébastien Loeb       | Prodrive            | 40h47'14"           | a 1h30'41"          |
|         |                     |                      |                     |                     |                     |                     |                      |                     |                     |                     |
| 12      | 1                   | Sébastien Loeb       | Prodrive            | 1h56'21"            |                     | 1                   | Nasser Al-Attiyah    | Toyota              | 41h16'25"           |                     |
| 12      | 2                   | Mattias Ekström      | Audi                | 1h59'40"            | a 3'19"             | 2                   | Sébastien Loeb       | Prodrive            | 42h43'35"           | a 1h27'10"          |
| 12      | 3                   | Nasser Al-Attiyah    | Toyota              | 1h59'52"            | a 3'31"             | 3                   | Lucas Moraes         | Toyota              | 42h45'36"           | a 1h29'11"          |
|         |                     |                      |                     |                     |                     |                     |                      |                     |                     |                     |
| 13      | 1                   | Sébastien Loeb       | Prodrive            | 2h26'17"            |                     | 1                   | Nasser Al-Attiyah    | Toyota              | 43h48'10"           |                     |
| 13      | 2                   | Nasser Al-Attiyah    | Toyota              | 2h31'45"            | a 5'28"             | 2                   | Sébastien Loeb       | Prodrive            | 45h09'52"           | a 1h21'42"          |
| 13      | 3                   | Mattias Ekström      | Audi                | 2h32'48"            | a 6'31"             | 3                   | Lucas Moraes         | Toyota              | 45h24'00"           | a 1h35'50"          |
|         |                     |                      |                     |                     |                     |                     |                      |                     |                     |                     |
| 14      | 1                   | Guerlain Chicherit   | Prodrive            | 1h09'24"            |                     | 1                   | Nasser Al-Attiyah    | Toyota              | 45h03'15"           |                     |
| 14      | 2                   | Mattias Ekström      | Audi                | 1h11'00"            | a 1'36"             | 2                   | Sébastien Loeb       | Prodrive            | 46h24'04"           | a 1h20'49"          |
| 14      | 3                   | Sebastián Halpern    | Mini                | 1h11'17"            | a 1'53"             | 3                   | Lucas Moraes         | Toyota              | 46h41'46"           | a 1h38'31"          |

### Prototipi leggeri (T3)
|         | Classifica di tappa | Classifica di tappa | Classifica di tappa | Classifica di tappa | Classifica di tappa | Classifica generale | Classifica generale | Classifica generale | Classifica generale | Classifica generale |
| Tappa   | Pos.                | Pilota              | Costruttore         | Tempo               | Distacco            | Pos.                | Pilota              | Costruttore         | Tempo               | Distacco            |
| ------- | ------------------- | ------------------- | ------------------- | ------------------- | ------------------- | ------------------- | ------------------- | ------------------- | ------------------- | ------------------- |
| Prologo | 1                   | Cristina Gutiérrez  | Can-Am              | 8'49"               |                     | 1                   | Cristina Gutiérrez  | Can-Am              | 8'49"               |                     |
| Prologo | 2                   | Seth Quintero       | Can-Am              | 8'51"               | a 2"                | 2                   | Seth Quintero       | Can-Am              | 8'51"               | a 2"                |
| Prologo | 3                   | Guillaume De Mévius | OT3                 | 8'53"               | a 4"                | 3                   | Guillaume De Mévius | OT3                 | 8'53"               | a 4"                |
|         |                     |                     |                     |                     |                     |                     |                     |                     |                     |                     |
| 1       | 1                   | Francisco López     | Can-Am              | 3h48'36"            |                     | 1                   | Francisco López     | Can-Am              | 3h57'40"            |                     |
| 1       | 2                   | Guillaume De Mévius | OT3                 | 3h50'36"            | a 2'                | 2                   | Guillaume De Mévius | OT3                 | 3h59'29"            | a 1'49"             |
| 1       | 3                   | Seth Quintero       | Can-Am              | 3h51'56"            | a 3'20"             | 3                   | Seth Quintero       | Can-Am              | 4h00'47"            | a 3'07"             |
|         |                     |                     |                     |                     |                     |                     |                     |                     |                     |                     |
| 2       | 1                   | Mitch Guthrie       | MCE-5               | 5h38'31"            |                     | 1                   | Francisco López     | Can-Am              | 9h37'36"            |                     |
| 2       | 2                   | Francisco López     | Can-Am              | 5h39'56"            | a 1'25"             | 2                   | Seth Quintero       | Can-Am              | 9h46'19"            | a 8'43"             |
| 2       | 3                   | Seth Quintero       | Can-Am              | 5h45'32"            | a 7'01"             | 3                   | Guillaume De Mévius | OT3                 | 9h46'29"            | a 8'53"             |
|         |                     |                     |                     |                     |                     |                     |                     |                     |                     |                     |
| 3       | 1                   | Austin Jones        | Can-Am              | 4h05'03"            |                     | 1                   | Seth Quintero       | Can-Am              | 13h52'06"           |                     |
| 3       | 2                   | Seth Quintero       | Can-Am              | 4h05'47"            | a 44"               | 2                   | Guillaume De Mévius | OT3                 | 13h53'07"           | a 1'01"             |
| 3       | 3                   | Guillaume De Mévius | OT3                 | 4h06'38"            | a 1'35"             | 3                   | Mitch Guthrie       | MCE-5               | 13h57'52"           | a 5'46"             |
|         |                     |                     |                     |                     |                     |                     |                     |                     |                     |                     |
| 4       | 1                   | Mitch Guthrie       | MCE-5               | 5h01'55"            |                     | 1                   | Mitch Guthrie       | MCE-5               | 18h59'47"           |                     |
| 4       | 2                   | João Ferreira       | Yamaha              | 5h07'44"            | a 5'49"             | 2                   | Guillaume De Mévius | OT3                 | 19h01'16"           | a 1'29"             |
| 4       | 3                   | Guillaume De Mévius | OT3                 | 5h08'09"            | a 6'14"             | 3                   | Austin Jones        | Can-Am              | 19h11'18"           | a 11'31"            |
|         |                     |                     |                     |                     |                     |                     |                     |                     |                     |                     |
| 5       | 1                   | Seth Quintero       | Can-Am              | 4h59'55"            |                     | 1                   | Guillaume De Mévius | OT3                 | 24h15'39"           |                     |
| 5       | 2                   | Francisco López     | Can-Am              | 5h04'42"            | a 4'47"             | 2                   | Austin Jones        | Can-Am              | 24h22'59"           | a 7'20"             |
| 5       | 3                   | Austin Jones        | Can-Am              | 5h11'41"            | a 11'46"            | 3                   | Seth Quintero       | Can-Am              | 25h21'28"           | a 1h05'49"          |
|         |                     |                     |                     |                     |                     |                     |                     |                     |                     |                     |
| 6       | 1                   | Guillaume De Mévius | OT3                 | 3h39'43"            |                     | 1                   | Guillaume De Mévius | OT3                 | 27h55'22"           |                     |
| 6       | 2                   | Austin Jones        | Can-Am              | 3h41'22"            | a 1'39"             | 2                   | Austin Jones        | Can-Am              | 28h04'21"           | a 8'59"             |
| 6       | 3                   | Seth Quintero       | Can-Am              | 3h42'09"            | a 2'26"             | 3                   | Seth Quintero       | Can-Am              | 29h03'37"           | a 1h08'15"          |
|         |                     |                     |                     |                     |                     |                     |                     |                     |                     |                     |
| 7       | 1                   | Mitch Guthrie       | MCE-5               | 3h39'37"            |                     | 1                   | Guillaume De Mévius | OT3                 | 31h43'12"           |                     |
| 7       | 2                   | Francisco López     | Can-Am              | 3h41'22"            | a 1'45"             | 2                   | Austin Jones        | Can-Am              | 31h51'41"           | a 8'29"             |
| 7       | 3                   | João Ferreira       | Yamaha              | 3h41'35"            | a 1'58"             | 3                   | Seth Quintero       | Can-Am              | 32h46'07"           | a 1h02'55"          |
|         |                     |                     |                     |                     |                     |                     |                     |                     |                     |                     |
| 8       | 1                   | João Ferreira       | Yamaha              | 4h11'36"            |                     | 1                   | Guillaume De Mévius | OT3                 | 36h03'09"           |                     |
| 8       | 2                   | Francisco López     | Can-Am              | 4h11'53"            | a 17"               | 2                   | Austin Jones        | Can-Am              | 36h06'28"           | a 3'19"             |
| 8       | 3                   | Mitch Guthrie       | MCE-5               | 4h13'38"            | a 2'02"             | 3                   | Seth Quintero       | Can-Am              | 37h05'34            | a 1h02'25"          |
|         |                     |                     |                     |                     |                     |                     |                     |                     |                     |                     |
| 9       | 1                   | David Zille         | Can-Am              | 3h38'00"            |                     | 1                   | Guillaume De Mévius | OT3                 | 39h41'11"           |                     |
| 9       | 2                   | Guillaume De Mévius | OT3                 | 3h38'02"            | a 2"                | 2                   | Austin Jones        | Can-Am              | 39h53'54"           | a 12'43"            |
| 9       | 3                   | Mitch Guthrie       | MCE-5               | 3h38'12"            | a 12"               | 3                   | Seth Quintero       | Can-Am              | 40h54'23"           | a 1h13'12"          |
|         |                     |                     |                     |                     |                     |                     |                     |                     |                     |                     |
| 10      | 1                   | Seth Quintero       | Can-Am              | 1h55'17"            |                     | 1                   | Guillaume De Mévius | OT3                 | 41h45'58"           |                     |
| 10      | 2                   | Ignacio Casale      | Yamaha              | 1h55'54"            | a 37"               | 2                   | Austin Jones        | Can-Am              | 41h53'36"           | a 7'48"             |
| 10      | 3                   | Hélder Rodrigues    | Can-Am              | 1h58'03"            | a 2'46"             | 3                   | Seth Quintero       | Can-Am              | 42h49'40"           | a 1h03'42"          |
|         |                     |                     |                     |                     |                     |                     |                     |                     |                     |                     |
| 11      | 1                   | Ricardo Porém       | Yamaha              | 3h19'11"            |                     | 1                   | Austin Jones        | Can-Am              | 45h19'15"           |                     |
| 11      | 2                   | João Ferreira       | Yamaha              | 3h19'31"            | a 20"               | 2                   | Seth Quintero       | Can-Am              | 46h15'09"           | a 55'54"            |
| 11      | 3                   | Ignacio Casale      | Yamaha              | 3h19'33"            | a 22"               | 3                   | Guillaume De Mévius | OT3                 | 46h47'34"           | a 1h28'19"          |
|         |                     |                     |                     |                     |                     |                     |                     |                     |                     |                     |
| 12      | 1                   | Mitch Guthrie       | MCE-5               | 2h17'11"            |                     | 1                   | Austin Jones        | Can-Am              | 47h39'47"           |                     |
| 12      | 2                   | Ignacio Casale      | Yamaha              | 2h17'40"            | a 29"               | 2                   | Seth Quintero       | Can-Am              | 48h44'24"           | a 1h04'37"          |
| 12      | 3                   | Guillaume De Mévius | OT3                 | 2h18'03"            | a 52"               | 3                   | Guillaume De Mévius | OT3                 | 49h05'37"           | a 1h25'50"          |
|         |                     |                     |                     |                     |                     |                     |                     |                     |                     |                     |
| 13      | 1                   | Mitch Guthrie       | MCE-5               | 2h41'08"            |                     | 1                   | Austin Jones        | Can-Am              | 50h31'59"           |                     |
| 13      | 2                   | Ignacio Casale      | Yamaha              | 2h41'58"            | a 50"               | 2                   | Seth Quintero       | Can-Am              | 51h26'29"           | a 54'30"            |
| 13      | 3                   | Seth Quintero       | Can-Am              | 2h42'05"            | a 57"               | 3                   | Guillaume De Mévius | OT3                 | 52h05'27"           | a 1h33'28"          |
|         |                     |                     |                     |                     |                     |                     |                     |                     |                     |                     |
| 14      | 1                   | Cristina Gutiérrez  | Can-Am              | 1h18'01"            |                     | 1                   | Austin Jones        | Can-Am              | 51h55'53"           |                     |
| 14      | 2                   | Ignacio Casale      | Yamaha              | 1h18'59"            | a 58"               | 2                   | Seth Quintero       | Can-Am              | 52h47'58"           | a 52'05"            |
| 14      | 3                   | David Zille         | Can-Am              | 1h19'32"            | a 1'31"             | 3                   | Guillaume De Mévius | OT3                 | 53h31'35"           | a 1h35'42"          |

### Side by side (T4)
|         | Classifica di tappa | Classifica di tappa  | Classifica di tappa | Classifica di tappa | Classifica di tappa | Classifica generale | Classifica generale | Classifica generale | Classifica generale | Classifica generale |
| Tappa   | Pos.                | Pilota               | Costruttore         | Tempo               | Distacco            | Pos.                | Pilota              | Costruttore         | Tempo               | Distacco            |
| ------- | ------------------- | -------------------- | ------------------- | ------------------- | ------------------- | ------------------- | ------------------- | ------------------- | ------------------- | ------------------- |
| Prologo | 1                   | Rokas Baciuška       | Can-Am              | 9'06"               |                     | 1                   | Rokas Baciuška      | Can-Am              | 9'06"               |                     |
| Prologo | 2                   | Cristiano Batista    | Can-Am              | 9'08"               | a 2"                | 2                   | Cristiano Batista   | Can-Am              | 9'08"               | a 2"                |
| Prologo | 3                   | Gerard Farrés        | Can-Am              | 9'14"               | a 8"                | 3                   | Gerard Farrés       | Can-Am              | 9'14"               | a 8"                |
|         |                     |                      |                     |                     |                     |                     |                     |                     |                     |                     |
| 1       | 1                   | Eryk Goczał          | Can-Am              | 4h02'44"            |                     | 1                   | Eryk Goczał         | Can-Am              | 4h11'58"            |                     |
| 1       | 2                   | Pau Navarro          | Can-Am              | 4h04'10"            | a 1'26"             | 2                   | Pau Navarro         | Can-Am              | 4h13'29"            | a 1'31"             |
| 1       | 3                   | Michał Goczał        | Can-Am              | 4h04'35"            | a 1'51"             | 3                   | Michał Goczał       | Can-Am              | 4h13'49"            | a 1'51"             |
|         |                     |                      |                     |                     |                     |                     |                     |                     |                     |                     |
| 2       | 1                   | Marek Goczał         | Can-Am              | 5h45'31"            |                     | 1                   | Marek Goczał        | Can-Am              | 10h07'18"           |                     |
| 2       | 2                   | Jeremías González    | Can-Am              | 5h54'59"            | a 9'28"             | 2                   | Rodrigo Luppi       | Can-Am              | 10h13'02"           | a 5'44"             |
| 2       | 3                   | Rodrigo Luppi        | Can-Am              | 5h56'34"            | a 11'03"            | 3                   | Jeremías González   | Can-Am              | 10h14'15"           | a 6'57"             |
|         |                     |                      |                     |                     |                     |                     |                     |                     |                     |                     |
| 3       | 1                   | Cristiano Batista    | Can-Am              | 4h21'05"            |                     | 1                   | Marek Goczał        | Can-Am              | 14h30'03"           |                     |
| 3       | 2                   | Marek Goczał         | Can-Am              | 4h22'45"            | a 1'40"             | 2                   | Rodrigo Luppi       | Can-Am              | 14h39'39"           | a 9'36"             |
| 3       | 3                   | Rokas Baciuška       | Can-Am              | 4h25'39"            | a 4'34"             | 3                   | Eryk Goczał         | Can-Am              | 15h01'18"           | a 31'15"            |
|         |                     |                      |                     |                     |                     |                     |                     |                     |                     |                     |
| 4       | 1                   | Eryk Goczał          | Can-Am              | 5h18'41"            |                     | 1                   | Rodrigo Luppi       | Can-Am              | 20h05'55"           |                     |
| 4       | 2                   | Gerard Farrés        | Can-Am              | 5h22'10"            | a 3'29"             | 2                   | Eryk Goczał         | Can-Am              | 20h19'59"           | a 14'04"            |
| 4       | 3                   | Michał Goczał        | Can-Am              | 5h25'31"            | a 6'50"             | 3                   | Rokas Baciuška      | Can-Am              | 20h30'52"           | a 24'57"            |
|         |                     |                      |                     |                     |                     |                     |                     |                     |                     |                     |
| 5       | 1                   | Rokas Baciuška       | Can-Am              | 5h02'52"            |                     | 1                   | Rodrigo Luppi       | Can-Am              | 25h13'20"           |                     |
| 5       | 2                   | Cristiano Batista    | Can-Am              | 5h02'57"            | a 5"                | 2                   | Eryk Goczał         | Can-Am              | 25h30'05"           | a 16'45"            |
| 5       | 3                   | Yasir Seaidan        | Can-Am              | 5h03'58"            | a 1'06"             | 3                   | Rokas Baciuška      | Can-Am              | 25h33'44"           | a 20'24"            |
|         |                     |                      |                     |                     |                     |                     |                     |                     |                     |                     |
| 6       | 1                   | Marek Goczał         | Can-Am              | 3h43'18"            |                     | 1                   | Rodrigo Luppi       | Can-Am              | 29h02'55"           |                     |
| 6       | 2                   | Michał Goczał        | Can-Am              | 3h45'44"            | a 2'26"             | 2                   | Rokas Baciuška      | Can-Am              | 29h23'12"           | a 20'17"            |
| 6       | 3                   | Gerard Farrés        | Can-Am              | 3h48'22"            | a 5'04"             | 3                   | Marek Goczał        | Can-Am              | 29h25'27"           | a 22'32"            |
|         |                     |                      |                     |                     |                     |                     |                     |                     |                     |                     |
| 7       | 1                   | Rokas Baciuška       | Can-Am              | 3h45'34"            |                     | 1                   | Rokas Baciuška      | Can-Am              | 33h08'46"           |                     |
| 7       | 2                   | Cristiano Batista    | Can-Am              | 3h46'37"            | a 1'03"             | 2                   | Marek Goczał        | Can-Am              | 33h14'28"           | a 5'42"             |
| 7       | 3                   | Yasir Seaidan        | Can-Am              | 3h48'25"            | a 2'51"             | 3                   | Eryk Goczał         | Can-Am              | 33h15'09"           | a 6'23"             |
|         |                     |                      |                     |                     |                     |                     |                     |                     |                     |                     |
| 8       | 1                   | Jeremías González    | Can-Am              | 4h16'18"            |                     | 1                   | Rokas Baciuška      | Can-Am              | 37h33'31"           |                     |
| 8       | 2                   | Yasir Seaidan        | Can-Am              | 4h19'27"            | a 3'09"             | 2                   | Marek Goczał        | Can-Am              | 37h38'05"           | a 4'34"             |
| 8       | 3                   | Gerard Farrés        | Can-Am              | 4h19'36"            | a 3'18"             | 3                   | Eryk Goczał         | Can-Am              | 37h39'19"           | a 5'48"             |
|         |                     |                      |                     |                     |                     |                     |                     |                     |                     |                     |
| 9       | 1                   | Eryk Goczał          | Can-Am              | 3h42'20"            |                     | 1                   | Rokas Baciuška      | Can-Am              | 41h16'37"           |                     |
| 9       | 2                   | Rokas Baciuška       | Can-Am              | 3h43'06"            | a 46"               | 2                   | Eryk Goczał         | Can-Am              | 41h21'39"           | a 5'02"             |
| 9       | 3                   | Jeremías González    | Can-Am              | 3h44'48"            | a 2'28"             | 3                   | Gerard Farrés       | Can-Am              | 41h25'54"           | a 9'17"             |
|         |                     |                      |                     |                     |                     |                     |                     |                     |                     |                     |
| 10      | 1                   | Gerard Farrés        | Can-Am              | 1h58'22"            |                     | 1                   | Rokas Baciuška      | Can-Am              | 43h17'29"           |                     |
| 10      | 2                   | Marek Goczał         | Can-Am              | 1h59'17"            | a 55"               | 2                   | Eryk Goczał         | Can-Am              | 43h21'09"           | a 3'40"             |
| 10      | 3                   | Eryk Goczał          | Can-Am              | 1h59'30"            | a 1'08"             | 3                   | Gerard Farrés       | Can-Am              | 43h24'16"           | a 6'47"             |
|         |                     |                      |                     |                     |                     |                     |                     |                     |                     |                     |
| 11      | 1                   | Rokas Baciuška       | Can-Am              | 3h25'13"            |                     | 1                   | Rokas Baciuška      | Can-Am              | 46h42'42"           |                     |
| 11      | 2                   | Eryk Goczał          | Can-Am              | 3h25'50"            | a 37"               | 2                   | Eryk Goczał         | Can-Am              | 46h46'59"           | a 4'17"             |
| 11      | 3                   | Marek Goczał         | Can-Am              | 3h27'51"            | a 2'38"             | 3                   | Marek Goczał        | Can-Am              | 46h57'00"           | a 14'18"            |
|         |                     |                      |                     |                     |                     |                     |                     |                     |                     |                     |
| 12      | 1                   | Michał Goczał        | Can-Am              | 2h19'07"            |                     | 1                   | Rokas Baciuška      | Can-Am              | 49h02'02"           |                     |
| 12      | 2                   | Rokas Baciuška       | Can-Am              | 2h19'20"            | a 13"               | 2                   | Eryk Goczał         | Can-Am              | 49h09'45"           | a 7'43"             |
| 12      | 3                   | Marek Goczał         | Can-Am              | 2h21'45"            | a 2'38"             | 3                   | Marek Goczał        | Can-Am              | 49h18'45"           | a 16'43"            |
|         |                     |                      |                     |                     |                     |                     |                     |                     |                     |                     |
| 13      | 1                   | Eryk Goczał          | Can-Am              | 2h35'13"            |                     | 1                   | Rokas Baciuška      | Can-Am              | 51h41'34"           |                     |
| 13      | 2                   | Rokas Baciuška       | Can-Am              | 2h39'32"            | a 4'19"             | 2                   | Eryk Goczał         | Can-Am              | 51h44'58"           | a 3'24"             |
| 13      | 3                   | Yasir Seaidan        | Can-Am              | 2h45'09"            | a 9'56"             | 3                   | Marek Goczał        | Can-Am              | 52h04'35"           | a 23'01"            |
|         |                     |                      |                     |                     |                     |                     |                     |                     |                     |                     |
| 14      | 1                   | Carlos Vento Sánchez | Can-Am              | 1h21'54"            |                     | 1                   | Eryk Goczał         | Can-Am              | 53h10'14"           |                     |
| 14      | 2                   | Cristiano Batista    | Can-Am              | 1h22'32"            | a 38"               | 2                   | Rokas Baciuška      | Can-Am              | 53h26'58"           | a 16'44"            |
| 14      | 3                   | Michał Goczał        | Can-Am              | 1h22'48"            | a 54"               | 3                   | Marek Goczał        | Can-Am              | 53h28'29"           | a 18'15"            |

### Camion
|         | Classifica di tappa | Classifica di tappa   | Classifica di tappa | Classifica di tappa | Classifica di tappa | Classifica generale | Classifica generale   | Classifica generale | Classifica generale | Classifica generale |
| Tappa   | Pos.                | Pilota                | Costruttore         | Tempo               | Distacco            | Pos.                | Pilota                | Costruttore         | Tempo               | Distacco            |
| ------- | ------------------- | --------------------- | ------------------- | ------------------- | ------------------- | ------------------- | --------------------- | ------------------- | ------------------- | ------------------- |
| Prologo | 1                   | Martin Macík          | Iveco               | 9'43"               |                     | 1                   | Martin Macík          | Iveco               | 9'43"               |                     |
| Prologo | 2                   | Mitchel van den Brink | Iveco               | 9'48"               | a 5"                | 2                   | Mitchel van den Brink | Iveco               | 9'48"               | a 5"                |
| Prologo | 3                   | Janus van Kasteren    | Iveco               | 9'49"               | a 6"                | 3                   | Janus van Kasteren    | Iveco               | 9'49"               | a 6"                |
|         |                     |                       |                     |                     |                     |                     |                       |                     |                     |                     |
| 1       | 1                   | Martin Macík          | Iveco               | 3h47'35"            |                     | 1                   | Martin Macík          | Iveco               | 3h57'18"            |                     |
| 1       | 2                   | Aleš Loprais          | Praga               | 3h52'21"            | a 4'46"             | 2                   | Aleš Loprais          | Praga               | 4h02'19"            | a 5'01"             |
| 1       | 3                   | Mitchel van den Brink | Iveco               | 3h56'48"            | a 9'13"             | 3                   | Mitchel van den Brink | Iveco               | 4h06'36"            | a 9'18"             |
|         |                     |                       |                     |                     |                     |                     |                       |                     |                     |                     |
| 2       | 1                   | Aleš Loprais          | Praga               | 5h38'18"            |                     | 1                   | Aleš Loprais          | Praga               | 9h40'37"            |                     |
| 2       | 2                   | Janus van Kasteren    | Iveco               | 5h40'08"            | a 1'50"             | 2                   | Janus van Kasteren    | Iveco               | 9h52'54"            | a 12'17"            |
| 2       | 3                   | Martin van den Brink  | Iveco               | 5h44'29"            | a 6'11"             | 3                   | Jaroslav Valtr        | Tatra               | 9h54'41"            | a 16'04"            |
|         |                     |                       |                     |                     |                     |                     |                       |                     |                     |                     |
| 3       | 1                   | Martin Macík          | Iveco               | 4h03'03"            |                     | 1                   | Jaroslav Valtr        | Tatra               | 14h03'51"           |                     |
| 3       | 2                   | Gert Huzink           | Renault             | 4h05'42"            | a 2'39"             | 2                   | Aleš Loprais          | Praga               | 14h09'36"           | a 5'45"             |
| 3       | 3                   | Jaroslav Valtr        | Tatra               | 4h07'10"            | a 4'07"             | 3                   | Janus van Kasteren    | Iveco               | 14h20'04"           | a 16'13"            |
|         |                     |                       |                     |                     |                     |                     |                       |                     |                     |                     |
| 4       | 1                   | Martin Macík          | Iveco               | 5h10'23"            |                     | 1                   | Aleš Loprais          | Praga               | 19h29'21"           |                     |
| 4       | 2                   | Mitchel van den Brink | Iveco               | 5h19'13"            | a 8'50"             | 2                   | Martin van den Brink  | Iveco               | 19h56'43"           | a 27'22"            |
| 4       | 3                   | Aleš Loprais          | Praga               | 5h19'45"            | a 9'22"             | 3                   | Jaroslav Valtr        | Tatra               | 19h57'38"           | a 28'17"            |
|         |                     |                       |                     |                     |                     |                     |                       |                     |                     |                     |
| 5       | 1                   | Aleš Loprais          | Praga               | 5h06'57"            |                     | 1                   | Aleš Loprais          | Praga               | 24h30'26"           |                     |
| 5       | 2                   | Martin van den Brink  | Iveco               | 5h07'13"            | a 16"               | 2                   | Martin van den Brink  | Iveco               | 24h45'48"           | a 15'22"            |
| 5       | 3                   | Janus van Kasteren    | Iveco               | 5h10'21"            | a 3'24"             | 3                   | Janus van Kasteren    | Iveco               | 25h22'24"           | a 51'58"            |
|         |                     |                       |                     |                     |                     |                     |                       |                     |                     |                     |
| 6       | 1                   | Mitchel van den Brink | Iveco               | 3h46'58"            |                     | 1                   | Aleš Loprais          | Praga               | 28h44'04"           |                     |
| 6       | 2                   | Janus van Kasteren    | Iveco               | 3h47'43"            | a 45"               | 2                   | Martin van den Brink  | Iveco               | 28h44'27"           | a 23"               |
| 6       | 3                   | Martin Macík          | Iveco               | 3h50'28"            | a 3'30"             | 3                   | Janus van Kasteren    | Iveco               | 29h10'07"           | a 26'03"            |
|         |                     |                       |                     |                     |                     |                     |                       |                     |                     |                     |
| 7       | 1                   | Janus van Kasteren    | Iveco               | 3h35'10"            |                     | 1                   | Aleš Loprais          | Praga               | 32h22'56"           |                     |
| 7       | 2                   | Aleš Loprais          | Praga               | 3h38'52"            | a 3'42"             | 2                   | Martin van den Brink  | Iveco               | 32h24'56"           | a 2'                |
| 7       | 3                   | Martin van den Brink  | Iveco               | 3h41'29"            | a 6'19"             | 3                   | Janus van Kasteren    | Iveco               | 32h45'07"           | a 22'11"            |
|         |                     |                       |                     |                     |                     |                     |                       |                     |                     |                     |
| 8       | 1                   | Martin Macík          | Iveco               | 4h04'28"            |                     | 1                   | Aleš Loprais          | Praga               | 36h30'58"           |                     |
| 8       | 2                   | Mitchel van den Brink | Iveco               | 4h05'27"            | a 59"               | 2                   | Martin van den Brink  | Iveco               | 36h47'15"           | a 16'17"            |
| 8       | 3                   | Aleš Loprais          | Praga               | 4h08'02"            | a 3'34"             | 3                   | Janus van Kasteren    | Iveco               | 37h09'01"           | a 38'03"            |
|         |                     |                       |                     |                     |                     |                     |                       |                     |                     |                     |
| 9       | 1                   | Janus van Kasteren    | Iveco               | 3h40'52"            |                     | 1                   | Aleš Loprais          | Praga               | 40h22'59"           |                     |
| 9       | 2                   | Pascal de Baar        | Renault             | 3h43'58"            | a 3'06"             | 2                   | Janus van Kasteren    | Iveco               | 40h49'53"           | a 26'54"            |
| 9       | 3                   | Jaroslav Valtr        | Tatra               | 3h45'13"            | a 4'21"             | 3                   | Martin van den Brink  | Iveco               | 41h09'07"           | a 46'08"            |
|         |                     |                       |                     |                     |                     |                     |                       |                     |                     |                     |
| 10      | 1                   | Pascal de Baar        | Renault             | 2h09'46"            |                     | 1                   | Janus van Kasteren    | Iveco               | 43h00'51"           |                     |
| 10      | 2                   | Mitchel van den Brink | Iveco               | 2h10'08"            | a 22"               | 2                   | Martin van den Brink  | Iveco               | 43h23'32"           | a 22'41"            |
| 10      | 3                   | Janus van Kasteren    | Iveco               | 2h10'58"            | a 1'12"             | 3                   | Martin Macík          | Iveco               | 43h51'58"           | a 51'07"            |
|         |                     |                       |                     |                     |                     |                     |                       |                     |                     |                     |
| 11      | 1                   | Martin van den Brink  | Iveco               | 3h39'52"            |                     | 1                   | Janus van Kasteren    | Iveco               | 47h02'12"           |                     |
| 11      | 2                   | Martin Macík          | Iveco               | 3h58'00"            | a 18'08"            | 2                   | Martin van den Brink  | Iveco               | 47h03'24"           | a 1'12"             |
| 11      | 3                   | Pascal de Baar        | Renault             | 3h58'10"            | a 18'18"            | 3                   | Martin Macík          | Iveco               | 47h49'58"           | a 47'46"            |
|         |                     |                       |                     |                     |                     |                     |                       |                     |                     |                     |
| 12      | 1                   | Janus van Kasteren    | Iveco               | 2h30'38"            |                     | 1                   | Janus van Kasteren    | Iveco               | 49h32'50"           |                     |
| 12      | 2                   | Mitchel van den Brink | Iveco               | 2h49'16"            | a 18'38"            | 2                   | Martin van den Brink  | Iveco               | 50h05'53"           | a 33'03"            |
| 12      | 3                   | Martin van den Brink  | Iveco               | 3h02'29"            | a 31'51"            | 3                   | Martin Macík          | Iveco               | 50h52'57"           | a 1h20'07"          |
|         |                     |                       |                     |                     |                     |                     |                       |                     |                     |                     |
| 13      | 1                   | Martin Macík          | Iveco               | 3h02'43"            |                     | 1                   | Janus van Kasteren    | Iveco               | 52h38'58"           |                     |
| 13      | 2                   | Janus van Kasteren    | Iveco               | 3h06'08"            | a 3'25"             | 2                   | Martin Macík          | Iveco               | 53h55'40"           | a 1h16'42"          |
| 13      | 3                   | Jaroslav Valtr        | Tatra               | 3h13'14"            | a 10'31"            | 3                   | Martin van den Brink  | Iveco               | 55h22'01"           | a 2h43'03"          |
|         |                     |                       |                     |                     |                     |                     |                       |                     |                     |                     |
| 14      | 1                   | Vaidotas Paškevičius  | Tatra               | 1h18'34"            |                     | 1                   | Janus van Kasteren    | Iveco               | 54h03'33"           |                     |
| 14      | 2                   | Mitchel van den Brink | Iveco               | 1h18'41"            | a 7"                | 2                   | Martin Macík          | Iveco               | 55h18'07"           | a 1h14'34"          |
| 14      | 3                   | Jaroslav Valtr        | Tatra               | 1h20'20"            | a 1'46"             | 3                   | Martin van den Brink  | Iveco               | 56h43'55"           | a 2h40'22"          |

### Classic
|         | Classifica di tappa   | Classifica di tappa   | Classifica di tappa   | Classifica di tappa   | Classifica di tappa   | Classifica generale   | Classifica generale   | Classifica generale   | Classifica generale   | Classifica generale   |
| Tappa   | Pos.                  | Pilota                | Costruttore           | Punti                 | Distacco              | Pos.                  | Pilota                | Costruttore           | Punti                 | Distacco              |
| ------- | --------------------- | --------------------- | --------------------- | --------------------- | --------------------- | --------------------- | --------------------- | --------------------- | --------------------- | --------------------- |
| Prologo | Non hanno partecipato | Non hanno partecipato | Non hanno partecipato | Non hanno partecipato | Non hanno partecipato | Non hanno partecipato | Non hanno partecipato | Non hanno partecipato | Non hanno partecipato | Non hanno partecipato |
|         |                       |                       |                       |                       |                       |                       |                       |                       |                       |                       |
| 1       | 1                     | Jérôme Galpin         | Protruck              | 57                    |                       | 1                     | Jérôme Galpin         | Protruck              | 57                    |                       |
| 1       | 2                     | Christophe Berteloot  | Toyota                | 76                    | +19                   | 2                     | Christophe Berteloot  | Toyota                | 76                    | +19                   |
| 1       | 3                     | Juan Morera           | Toyota                | 85                    | +28                   | 3                     | Juan Morera           | Toyota                | 85                    | +28                   |
|         |                       |                       |                       |                       |                       |                       |                       |                       |                       |                       |
| 2       | 1                     | Juan Morera           | Toyota                | 21                    |                       | 1                     | Juan Morera           | Toyota                | 106                   |                       |
| 2       | 2                     | Carlos Santaolalla    | Toyota                | 34                    | +13                   | 2                     | Carlos Santaolalla    | Toyota                | 136                   | +30                   |
| 2       | 3                     | Eric Claesys          | Toyota                | 46                    | +25                   | 3                     | Eric Claesys          | Toyota                | 163                   | +57                   |
|         |                       |                       |                       |                       |                       |                       |                       |                       |                       |                       |
| 3       | Tappa cancellata      | Tappa cancellata      | Tappa cancellata      | Tappa cancellata      | Tappa cancellata      | Tappa cancellata      | Tappa cancellata      | Tappa cancellata      | Tappa cancellata      | Tappa cancellata      |
|         |                       |                       |                       |                       |                       |                       |                       |                       |                       |                       |
| 4       | 1                     | Luis Pedrals Marot    | Nissan                | 28                    |                       | 1                     | Juan Morera           | Toyota                | 155                   |                       |
| 4       | 2                     | Carlos Santaolalla    | Toyota                | 32                    | +4                    | 2                     | Carlos Santaolalla    | Toyota                | 168                   | +13                   |
| 4       | 3                     | Dirk van Rompuy       | Toyota                | 32                    | +4                    | 3                     | Eric Claesys          | Toyota                | 204                   | +49                   |
|         |                       |                       |                       |                       |                       |                       |                       |                       |                       |                       |
| 5       | 1                     | Ondřej Klymčiw        | Škoda                 | 12                    |                       | 1                     | Juan Morera           | Toyota                | 174                   |                       |
| 5       | 2                     | Erik Qvick            | Toyota                | 16                    | +4                    | 2                     | Carlos Santaolalla    | Toyota                | 200                   | +26                   |
| 5       | 3                     | Juan Morera           | Toyota                | 19                    | +7                    | 3                     | Erik Qvick            | Toyota                | 280                   | +106                  |
|         |                       |                       |                       |                       |                       |                       |                       |                       |                       |                       |
| 6       | 1                     | Carlos Santaolalla    | Toyota                | 13                    |                       | 1                     | Juan Morera           | Toyota                | 204                   |                       |
| 6       | 2                     | Urbano Clerici        | Nissan                | 13                    | 0                     | 2                     | Carlos Santaolalla    | Toyota                | 213                   | +9                    |
| 6       | 3                     | Julien Texier         | Porsche               | 15                    | +2                    | 3                     | Erik Qvick            | Toyota                | 310                   | +106                  |
|         |                       |                       |                       |                       |                       |                       |                       |                       |                       |                       |
| 7       | 1                     | Paolo Bedeschi        | Toyota                | 26                    |                       | 1                     | Juan Morera           | Toyota                | 233                   |                       |
| 7       | 2                     | Juan Morera           | Toyota                | 29                    | +3                    | 2                     | Carlos Santaolalla    | Toyota                | 250                   | +17                   |
| 7       | 3                     | Dirk van Rompuy       | Toyota                | 36                    | +10                   | 3                     | Dirk van Rompuy       | Toyota                | 350                   | +117                  |
|         |                       |                       |                       |                       |                       |                       |                       |                       |                       |                       |
| 8       | 1                     | Juan Morera           | Toyota                | 38                    |                       | 1                     | Juan Morera           | Toyota                | 271                   |                       |
| 8       | 2                     | Paolo Bedeschi        | Toyota                | 46                    | +8                    | 2                     | Carlos Santaolalla    | Toyota                | 388                   | +117                  |
| 8       | 3                     | Ondřej Klymčiw        | Škoda                 | 50                    | +12                   | 3                     | Dirk van Rompuy       | Toyota                | 416                   | +145                  |
|         |                       |                       |                       |                       |                       |                       |                       |                       |                       |                       |
| 9       | 1                     | Urbano Clerici        | Nissan                | 21                    |                       | 1                     | Juan Morera           | Toyota                | 303                   |                       |
| 9       | 2                     | Julien Texier         | Porsche               | 24                    | +3                    | 2                     | Carlos Santaolalla    | Toyota                | 414                   | +111                  |
| 9       | 3                     | Jérôme Galpin         | Protruck              | 26                    | +5                    | 3                     | Dirk van Rompuy       | Toyota                | 459                   | +156                  |
|         |                       |                       |                       |                       |                       |                       |                       |                       |                       |                       |
| 10      | 1                     | Urbano Clerici        | Nissan                | 12                    |                       | 1                     | Juan Morera           | Toyota                | 336                   |                       |
| 10      | 2                     | Jérôme Galpin         | Protruck              | 17                    | +5                    | 2                     | Carlos Santaolalla    | Toyota                | 431                   | +95                   |
| 10      | 3                     | Carlos Santaolalla    | Toyota                | 17                    | +5                    | 3                     | Dirk van Rompuy       | Toyota                | 496                   | +160                  |
|         |                       |                       |                       |                       |                       |                       |                       |                       |                       |                       |
| 11      | 1                     | Carlos Santaolalla    | Toyota                | 21                    |                       | 1                     | Juan Morera           | Toyota                | 365                   |                       |
| 11      | 2                     | Juan Morera           | Toyota                | 29                    | +8                    | 2                     | Carlos Santaolalla    | Toyota                | 452                   | +87                   |
| 11      | 3                     | Paolo Bedeschi        | Toyota                | 32                    | +11                   | 3                     | Paolo Bedeschi        | Toyota                | 529                   | +164                  |
|         |                       |                       |                       |                       |                       |                       |                       |                       |                       |                       |
| 12      | 1                     | Urbano Clerici        | Nissan                | 15                    |                       | 1                     | Juan Morera           | Toyota                | 390                   |                       |
| 12      | 2                     | Luis Pedrals Marot    | Nissan                | 20                    | +5                    | 2                     | Carlos Santaolalla    | Toyota                | 486                   | +96                   |
| 12      | 3                     | Juan Morera           | Toyota                | 25                    | +10                   | 3                     | Paolo Bedeschi        | Toyota                | 571                   | +181                  |
|         |                       |                       |                       |                       |                       |                       |                       |                       |                       |                       |
| 13      | 1                     | Urbano Clerici        | Nissan                | 16                    |                       | 1                     | Juan Morera           | Toyota                | 428                   |                       |
| 13      | 2                     | Serge Mogno           | Toyota                | 31                    | +15                   | 2                     | Carlos Santaolalla    | Toyota                | 529                   | +101                  |
| 13      | 3                     | Juan Morera           | Toyota                | 38                    | +22                   | 3                     | Paolo Bedeschi        | Toyota                | 631                   | +203                  |
|         |                       |                       |                       |                       |                       |                       |                       |                       |                       |                       |
| 14      | Non hanno partecipato | Non hanno partecipato | Non hanno partecipato | Non hanno partecipato | Non hanno partecipato | Non hanno partecipato | Non hanno partecipato | Non hanno partecipato | Non hanno partecipato | Non hanno partecipato |

## Classifiche

### Moto
| Pos. | Pilota               | Moto                        | Scuderia                       | Tempo      |
| ---- | -------------------- | --------------------------- | ------------------------------ | ---------- |
| 1    | Kevin Benavides      | KTM 450 Rally Replica       | Red Bull KTM Factory Team      | 44h27'20"  |
| 2    | Toby Price           | KTM 450 Rally Replica       | Red Bull KTM Factory Team      | a 43"      |
| 3    | Skyler Howes         | Husqvarna 450 Rally Factory | Husqvarna Factory Racing       | a 5'04"    |
| 4    | Pablo Quintanilla    | Honda CRF450 Rally          | Monster Energy Honda Team      | a 19'02"   |
| 5    | Adrien van Beveren   | Honda CRF450 Rally          | Monster Energy Honda Team      | a 20'30"   |
| 6    | Luciano Benavides    | Husqvarna 450 Rally Factory | Husqvarna Factory Racing       | a 22'42"   |
| 7    | Daniel Sanders       | GasGas 450 Rally Factory    | Red Bull GasGas Factory Racing | a 25'57"   |
| 8    | José Ignacio Cornejo | Honda CRF450 Rally          | Monster Energy Honda Team      | a 51'21"   |
| 9    | Lorenzo Santolino    | Sherco 450 SEF Rally        | Sherco Factory                 | a 1h17'53" |
| 10   | Franco Caimi         | Hero 450 Rally              | Hero MotoSports Team Rally     | a 1h38'04" |

### Quad
| Pos. | Pilota                  | Moto              | Tempo       |
| ---- | ----------------------- | ----------------- | ----------- |
| 1    | Alexandre Giroud        | Yamaha Raptor 700 | 56h44'30"   |
| 2    | Francisco Moreno Flores | Yamaha Raptor 700 | a 43'11"    |
| 3    | Pablo Copetti           | Yamaha Raptor 700 | a 1h52'55"  |
| 4    | Juraj Varga             | Yamaha Raptor 700 | a 2h51'22"  |
| 5    | Giovanni Enrico         | Yamaha Raptor 700 | a 4h57'11"  |
| 6    | Toni Vingut             | Yamaha Raptor 700 | a 8h38'02"  |
| 7    | Laisvydas Kancius       | Yamaha Raptor 700 | a 19h15'53" |
| 8    | Carlos Alejandro Verza  | Yamaha Raptor 700 | a 24h50'30" |
| 9    | Marcelo Medeiros        | Yamaha Raptor 700 | a 30h03'25" |
| 10   | Alejandro Fantoni       | Yamaha Raptor 700 | a 38h02'46" |

### Original by Motul
La classe Original by Motul era aperta a piloti di moto e quad in gara senza assistenza. Gli organizzatori hanno fornito a ogni concorrente un contenitore per effetti personali, pezzi di ricambio e attrezzi. Ai concorrenti era permesso di portare solamente una torcia, un set di ruote, un set di pneumatici, una tenda con sacco a pelo e materassino, una borsa da viaggio e uno zaino dalla capacità di 25 litri. Inoltre ai bivacchi era permesso l'utilizzo libero di generatori, compressori e scatole degli attrezzi.
| Pos. | Pilota             | Moto                   | Scuderia                                  | Tempo       |
| ---- | ------------------ | ---------------------- | ----------------------------------------- | ----------- |
| 1    | Charan Moore       | Husqvarna FR 450 Rally | HT Rally Raid Husqvarna Racing            | 52h24'42"   |
| 2    | Javi Vega          | Yamaha WR450F Rally    | Pont Grup Yamaha                          | a 21'01"    |
| 3    | Mario Patrão       | KTM 450 Rally Replica  | Crédit Agricola - Mario Patrão Motorsport | a 1h30'42"  |
| 4    | David Pabiška      | KTM 450 Rally Replica  | SP Moto Bohemia Racing Team               | a 3h20'14"  |
| 5    | David Gaits        | KTM 450 Rally Replica  | Happyness Racing Igoa Moto                | a 4h53'47"  |
| 6    | Simon Marčič       | Husqvarna FR 450 Rally | Simon Marčič                              | a 6h21'36"  |
| 7    | Makis Rees-Stavros | Husqvarna FR 450 Rally | Makis Rees-Stavros                        | a 6h49'21"  |
| 8    | Petr Vlček         | KTM 450 Rally Replica  | Detyens Racing                            | a 9h20'35"  |
| 9    | Stuart Gregory     | KTM 450 Rally Replica  | Stuart Gregory                            | a 10h50'59" |
| 10   | Clément Razy       | KTM 450 Rally Replica  | Clément Razy                              | a 11h07'14" |

### Auto
| Pos. | Pilota             | Auto                              | Scuderia               | Tempo      |
| ---- | ------------------ | --------------------------------- | ---------------------- | ---------- |
| 1    | Nasser Al-Attiyah  | Toyota GR DKR Hilux               | Toyota Gazoo Racing    | 45h03'15"  |
| 2    | Sébastien Loeb     | BRX Hunter                        | Bahrain Raid Xtreme    | a 1h20'49" |
| 3    | Lucas Moraes       | Toyota Hilux                      | Overdrive Racing       | a 1h38'31" |
| 4    | Giniel de Villiers | Toyota GR DKR Hilux               | Toyota Gazoo Racing    | a 2h31'12" |
| 5    | Henk Lategan       | Toyota GR DKR Hilux               | Toyota Gazoo Racing    | a 2h36'23" |
| 6    | Martin Prokop      | Ford Raptor RS Cross Country      | Orlen Benzina Team     | a 3h40'44" |
| 7    | Juan Yacopini      | Toyota Hilux                      | Overdrive Racing       | a 4h27'09" |
| 8    | Wei Han            | SMG HW2021                        | HanWei Motorsport Team | a 4h29'21" |
| 9    | Sebastián Halpern  | Mini John Cooper Works Rally Plus | X-raid Mini JCW Team   | a 4h42'38" |
| 10   | Guerlain Chicherit | BRX Hunter                        | GCK Motorsport         | a 5h22'10" |

### Prototipi leggeri
| Pos. | Pilota              | Auto                          | Scuderia                             | Tempo      |
| ---- | ------------------- | ----------------------------- | ------------------------------------ | ---------- |
| 1    | Austin Jones        | Can-Am Maverick XRS           | Red Bull Off-Road JR Team USA by BFG | 51h55'53"  |
| 2    | Seth Quintero       | Can-Am Maverick XRS           | Red Bull Off-Road JR Team USA by BFG | a 52'05"   |
| 3    | Guillaume De Mévius | OT3 - 04                      | G Rally Team                         | a 1h35'42" |
| 4    | Cristina Gutiérrez  | Can-Am Maverick XRS           | Red Bull Can-Am Factory Team         | a 2h56'20" |
| 5    | Francisco López     | Can-Am Maverick XRS           | Red Bull Can-Am Factory Team         | a 2h59'48" |
| 6    | Saleh Al-Saif       | Can-Am Maverick X3            | Black Horse Team                     | a 4h14'08" |
| 7    | Ebenhaezer Basson   | OT3 - 04                      | G Rally Team                         | a 4h54'06" |
| 8    | Hans Weijs          | Arcane T3                     | Arcane Racing                        | a 6h13'05" |
| 9    | Santiago Navarro    | Can-Am Maverick X3            | FN Speed Team                        | a 6h34'47" |
| 10   | Ignacio Casale      | Yamaha X-Raid YZX 1000R Turbo | X-Raid Yamaha Supported Team         | a 6h53'27" |

### Side by side
| Pos. | Pilota                    | Auto                | Scuderia                             | Tempo      |
| ---- | ------------------------- | ------------------- | ------------------------------------ | ---------- |
| 1    | Eryk Goczał               | Can-Am Maverick XRS | Energylandia Rally Team              | 53h10'14"  |
| 2    | Rokas Baciuška            | Can-Am Maverick XRS | Red Bull Can-Am Factory Team         | a 16'44"   |
| 3    | Marek Goczał              | Can-Am Maverick XRS | Energylandia Rally Team              | a 18'15"   |
| 4    | Jeremías González Ferioli | Can-Am Maverick XRS | South Racing Can-Am                  | a 1h07'00" |
| 5    | Gerard Farrés             | Can-Am Maverick XRS | Can-Am Factory South Racing          | a 1h49'18" |
| 6    | Bruno Conti de Oliveira   | Can-Am Maverick     | South Racing Can-Am                  | a 3h02'21" |
| 7    | Michal Goczał             | Can-Am Maverick XRS | Energylandia Rally Team              | a 4h02'39" |
| 8    | Sebastián Guayasamín      | Can-Am Maverick XRS | South Racing Can-Am                  | a 4h47'34" |
| 9    | Pau Navarro               | Can-Am Maverick X3  | FN Speed Team                        | a 4h51'00" |
| 10   | Florent Vayssade          | Polaris RZR Pro R   | Sébastien Loeb Racing - Bardahl Team | a 6h11'44" |

### Camion
| Pos. | Pilota                 | Camion          | Scuderia                          | Tempo       |
| ---- | ---------------------- | --------------- | --------------------------------- | ----------- |
| 1    | Janus van Kasteren     | Iveco Powerstar | Boss Machinery Team de Rooy Iveco | 54h03'33"   |
| 2    | Martin Macík           | Iveco Powerstar | MM Technology                     | a 1h14'34"  |
| 3    | Martin van den Brink   | Iveco Powerstar | Eurol Team de Rooy Iveco          | a 2h40'22"  |
| 4    | Mitchell van den Brink | Iveco Powerstar | Eurol Team de Rooy Iveco          | a 4h02'29"  |
| 5    | Jaroslav Valtr         | Tatra Phoenix   | Tatra Buggyra ZM Racing           | a 5h06'09"  |
| 6    | Martin Šoltys          | Tatra Phoenix   | Tatra Buggyra ZM Racing           | a 9h08'43"  |
| 7    | Ben van de Laar        | Iveco Powerstar | Fried van de Laar Racing          | a 10h49'26" |
| 8    | Richard de Groot       | Iveco Powerstar | Firemen Dakar Team                | a 13h45'15" |
| 9    | Tomáš Vrátný           | Tatra Jamal     | FESH FESH Team                    | a 14h23'52" |
| 10   | Teruhito Sugawara      | Hino 600 Hybrid | Hino Team Sugawara                | a 18h55'00" |

### Classic
| Pos. | Pilota             | Auto              | Scuderia             | Punti |
| ---- | ------------------ | ----------------- | -------------------- | ----- |
| 1    | Juan Morera        | Toyota HDJ80      | Toyota Classic       | 428   |
| 2    | Carlos Santaolalla | Toyota HDJ80      | Toyota Classic       | 529   |
| 3    | Paolo Bedeschi     | Toyota BJ71       | Bedeschi-Bottallo    | 631   |
| 4    | Riccardo Garosci   | Nissan Terrano II | Tecnosport           | 813   |
| 5    | Serge Mogno        | Toyota HDJ80      | Team FSO             | 889   |
| 6    | Dirk van Rompuy    | Toyota HDJ80      | TH-Trucks Team       | 923   |
| 7    | Erik Qvick         | Toyota HDJ80      | TH-Trucks Team       | 1055  |
| 8    | Julien Texier      | Porsche Martiny   | Team Logistic Rallye | 1163  |
| 9    | René Declercq      | Bombardier Iltis  | VW Iltis Team        | 1414  |
| 10   | Céedric Zolliker   | Toyota HDJ80      | Zolliker-Lansing     | 1732  |

## Incidenti
Tappa 1: Sam Sunderland, vincitore dell'ultima edizione nelle moto, ha subito un incidente al chilometro 52 ed è stato trasportato in elicottero all'ospedale di Yanbu con una commozione cerebrale e una frattura alla spalla.
Il motociclista Bradley Cox ha subito in un incidente la frattura del gomito, che lo ha costretto al ritiro.
Michel Kremer e Thomas de Bois hanno subito una perdita di carburante, che ha provocato l'incendio della loro auto. Pilota e copilota sono rimasti illesi.
Tappa 3: Ricky Brabec ha subito un incidente al chilometro 274 ed è stato assistito dal team medico. Brabec è stato trasportato in ospedale dopo aver lamentato un dolore al collo e si è ritirato dalla gara.
Tappa 4: Joaquim Rodrigues è caduto intorno al chilometro 90 ed è stato trasportato all'ospedale di Ha'il con una frattura al femore sinistro
.
Il pilota lituano Benediktas Vanagas è stato elitrasportato dopo aver mostrato i sintomi di una commozione cerebrale in seguito a un incidente.
Tappa 6: I due piloti Audi Carlos Sainz e Stéphane Peterhansel hanno avuto due incidenti distinti nello stesso punto al chilometro 212. Édouard Boulanger, copilota di Peterhansel, ha subito la frattura di una vertebra, costringendo il duo al ritiro.
Tappa 7: Il pilota neerlandese Eric van Loon si è ribaltato al chilometro 99. Van Loon è stato trasportato in ospedale dopo aver perso conoscenza per breve tempo e aver lamentato un dolore al collo dopo l'incidente.
Tappa 9: Durante la tappa, uno spettatore italiano è deceduto dopo essere stato coinvolto in un incidente con un concorrente su una duna di sabbia. Lo spettatore è stato trasportato in elicottero dalla scena, ma è morto prima di raggiungere l'ospedale. Per il quarto anno consecutivo il Rally Dakar fa registrare una vittima.
Il motociclista spagnolo Joan Barreda ha subito un incidente al chilometro 16. Barreda è stato trasportato in ospedale con una vertebra frattura ed è stato costretto al ritiro.
Il pilota spagnolo Carlos Sainz ha subito un incidente dopo circa 6 chilometri. Sainz in un primo tempo è stato prelevato da un elicottero a causa di dolori alla schiena e al collo, ma ha poi chiesto di tornare indietro per poter riprendere la gara. Sainz è riuscito a portare la sua auto al bivacco, ma è stato costretto a ritirarsi dopo aver riscontrato che la vettura era troppo danneggiata per essere riparata.